# Горные таи
Горные таи — группа народов, которая проживает в горах и горных долинах Северного Лаоса и в соседних районах Северного Вьетнама. Существует множество племён этих народов: белые и чёрные таи (тай кхао и тай дам), которые находятся в Лаосе и Вьетнаме, красные таи (тай денг) — Вьетнам. В Лаосе живут ныа, фуан и футай. Эти названия происходят от названий традиционных цветов женской одежды, которую носят в этих общинах.

## Население
Численность, по некоторым данным, составляет 375 тысяч человек. Иногда к этим народам относят юан и тхай. Наиболее близки друг к другу красные таи и белые таи.

## Язык
Горные таи говорят на нескольких языках тайской группы тай-кадайской семьи. Распространены вьетнамский и лаосский языки, а из-за близости Китая и китайский язык.

## Поселение
Горные таи отличаются миграционной активностью в пределах Северного Индокитая. Благодаря этому происходит ассимиляция народов, которые живут рядом с ними. Ныа, фуан и футай, поселяясь на равнинах рядом с лао, постепенно смешиваются.

## Тип хозяйства
Основным занятием этих народов является сельское хозяйство. К нему относится пашенное поливное рисоводство. Также активно используется подсечно-огневое земледелие (рис, кукуруза, батат, маниок и овощи).

## Социальная структура
В традиционном политическом строе выражено чёткое разделение на аристократов, жрецов и крестьян.

## Религия
Традиционная религия — поклонение аграрным духам. Также из-за близости Китая распространены конфуцианство и буддизм.

## Примечание
1. ↑  Кожевников В. А. Очерки новейшей истории Лаоса / Наука. М., 1979. С. 153.
2. ↑  Альберто Золо. Китай /АСТ, Астрель. М., 2003. С. 36